# Актеаль
Актеаль (исп. Acteal) — деревня в Мексике, штат Чьяпас, входит в состав муниципалитета Ченало. Численность населения, по данным переписи 2020 года, составила 283 человека.

## События
22 декабря 1997 года в деревне произошла бойня, когда участники правой военизированной группировки Máscara Roja («Красная маска») ворвались в местную церковь и убили 45 местных жителей, входивших в организацию Лас-Абехас.